# Kâmuran Şipal
Kâmuran Şipal (24. září 1926, Adana – 18. září 2019) byl turecký spisovatel a překladatel. Byl dědou významného německého dramatika a režiséra Akına Emanuela Şipala.

## Životopis
Na istanbulské univerzitě studoval německý jazyk. Do turečtiny přeložil díla řady německy píšících autorů (Alfred Adler, Ingeborg Bachmann, Wolfgang Borchert, Heinrich Böll, Alfred Brauchle, Bertolt Brecht, Max Brod, Elias Canetti, Sigmund Freud, Gustav Hans Graber, Günter Grass, Carl Gustav Jung, Franz Kafka, Thomas Mann, Rainer Maria Rilke, Robert Musil, Bernhard Zeller, Hans Zulliger, Hermann Hesse). Žil v Istanbulu.

## Dílo

### Povídky
- Beyhan (1962)
- Elbiseciler Çarşısı (1964)
- Büyük Yolculuk (1969)
- Buhûrumeryem (1971)
- Köpek İstasyonu (1988)
- Gece Lambalarının Işığında (Toplu Öyküler, YKY, 2009)

### Romány
- Demir Köprü (1998)
- Sırrımsın Sırdaşımsın (YKY 2010)

## Ocenění
- 1953 TDK
- 1965 Cena Saita Faika Abasıyanıka
- 2011 Cena Orhana Kemala (za Sırrımsın Sırdaşımsın)[2]